# Park Jae-myong
Park Jae-myong (né le 15 décembre 1981) est un athlète sud-coréen, spécialiste du lancer du javelot.

## Biographie
Park Jae-myong obtient la médaille de bronze aux Championnats du monde junior d'athlétisme 2000, juste derrière Andreas Thorkildsen.
Son meilleur lancer a été effectué à Wellington le 13 mars 2004 avec 83,99 m. En 2009, il atteint 83,10 m à Andong le 22 avril.

## Palmarès
| Date | Compétition                   | Lieu              | Résultat | Marque  |
| ---- | ----------------------------- | ----------------- | -------- | ------- |
| 2000 | Championnats du monde juniors | Santiago du Chili | 3e       | 72,36 m |
| 2001 | Jeux de l'Asie de l'Est       | Osaka             | 3e       | 71,44 m |
| 2002 | Championnats d'Asie           | Colombo           | 3e       | 79,22 m |
| 2002 | Jeux asiatiques               | Busan             | 4e       | 78,27 m |
| 2003 | Universiade                   | Daegu             | 4e       | 74,72 m |
| 2006 | Jeux asiatiques               | Doha              | 1er      | 79,30 m |
| 2007 | Championnats d'Asie           | Amman             | 2e       | 75,77 m |
| 2009 | Universiade                   | Belgrade          | 3e       | 79,29 m |
| 2010 | Jeux asiatiques               | Canton            | 2e       | 79,92 m |
| 2011 | Championnats d'Asie           | Kōbe              | 2e       | 80,19 m |
| 2014 | Jeux asiatiques               | Incheon           | 8e       | 74,68 m |

## Records
| Épreuve           | Performance  | Lieu       | Date         |
| ----------------- | ------------ | ---------- | ------------ |
| Lancer du javelot | 83,99 m (RN) | Wellington | 13 mars 2004 |